# Graham Beresford Parkinson
Graham Beresford Parkinson, novozelandski general, * 5. november 1896, † 10. julij 1979.